# Tofiga Vaevalu Falani
Tofiga Vaevalu Falani MBE, é um político de Tuvalu. Foi nomeado presidente da Igreja de Tuvalu em 2008 e a representou nas reuniões do Conselho Mundial de Igrejas em 2009 e em 2011. Em 2021, foi nomeado Governador-geral de Tuvalu. Em 29 de setembro de 2021 ocorreu a sua cerimônia de posse.
Falani já havia sido nomeado governador-geral interino em 14 de agosto de 2017, para desempenhar as funções de Iakoba Italeli quando este estava fora do país. Ele foi nomeado Membro do Império Britânico para serviço público e comunitário nas Honras do Ano Novo de 2014.